# Югановка
Югановка (укр. Юганівка) — село, относится к Станично-Луганскому району Луганской области Украины.
Население по переписи 2001 года составляло 39 человек. Почтовый индекс — 93644. Телефонный код — 6472. Занимает площадь 0,63 км².

## Местный совет
93644, Луганська обл., Станично-Луганський р-н, с. Комишне, вул. Дружби, 1  (укр.)